# Parc Letná
Le parc Letná (en tchèque : Letenské sady) est un grand parc d'environ 47 hectares situé sur la colline de Letná, sur un plateau au-dessus du fleuve Vltava à Prague, en Tchéquie. L'altitude de Letná permet des vues dominantes sur la Vieille Ville (Staré Město). On y trouve le château de Letná.

## Histoire
En 1955, un grand monument à Joseph Staline est érigé au bord du parc Letná. Cette statue est détruite en 1962, et le Métronome occupe désormais le site.
Au cours de la Révolution de Velours, une plaine située près du parc de Letná (Letenská pláň) est le lieu d'importantes manifestations contre le gouvernement communiste. Le 25 et le 26 novembre 1989, environ 750 000 personnes protestent ici. Ces manifestations sont suivies par une grève générale le 27 novembre 1989.
La popstar Michael Jackson a commencé son HIStory World Tour au parc le 7 septembre 1996, et environ 127 000 personnes assistent au concert. Les Rolling Stones y ont eu aussi attiré en 2003 plus de 120 000 spectateurs.

## Bâtiments, monuments et attractions
- Le Pavillon Hanavský est une structure en fonte, construite en 1891 dans le style néo-baroque pour le Jubilé de la Foire mondiale. Coordonnées :

50° 05′ 37,45″ N, 14° 24′ 45,12″ E.
- Le plus vieux carrousel d'Europe se trouve dans le parc de Letná. Il est construit en 1892 et se trouvait à l'origine dans une autre partie de la ville. Il est déplacé dans le parc en 1894. Le carrousel a été reconstruit et rouvert après 16 ans en juillet 2022[1]. Coordonnées :

50° 05′ 47,75″ N, 14° 25′ 30″ E.
- Un grand piédestal de marbre avec Métronome intégré qui servait de base à une grande statue de Staline, et fait encore référence au Monument à Staline. Coordonnées :

50° 05′ 41,38″ N, 14° 24′ 57,97″ E.
- La partie nord du parc est délimitée par le stade du Sparta Prague avec sa façade fonctionnaliste.

## Galerie

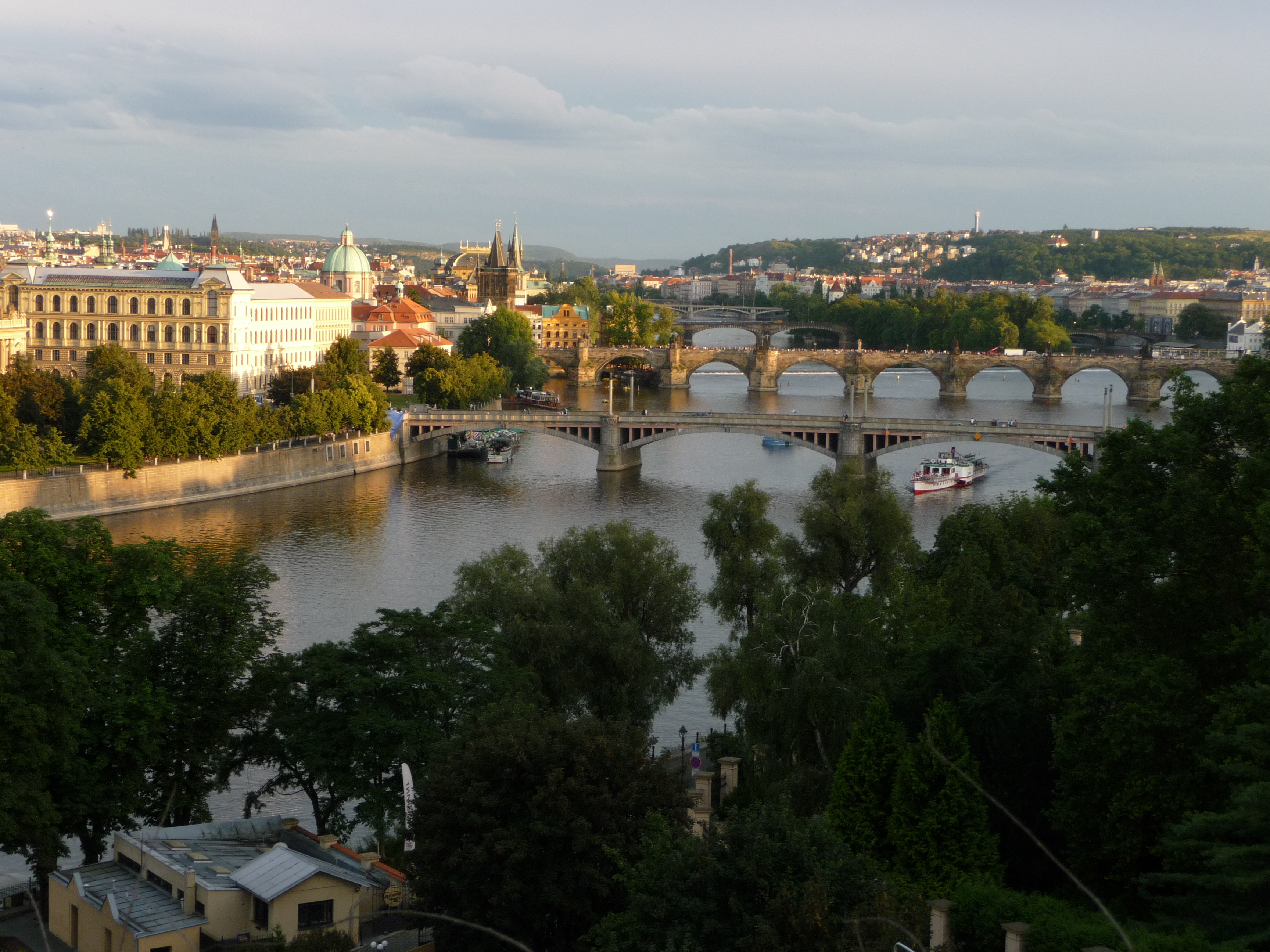
Célèbre carte postale, vers les ponts, sur le centre-ville de Prague.
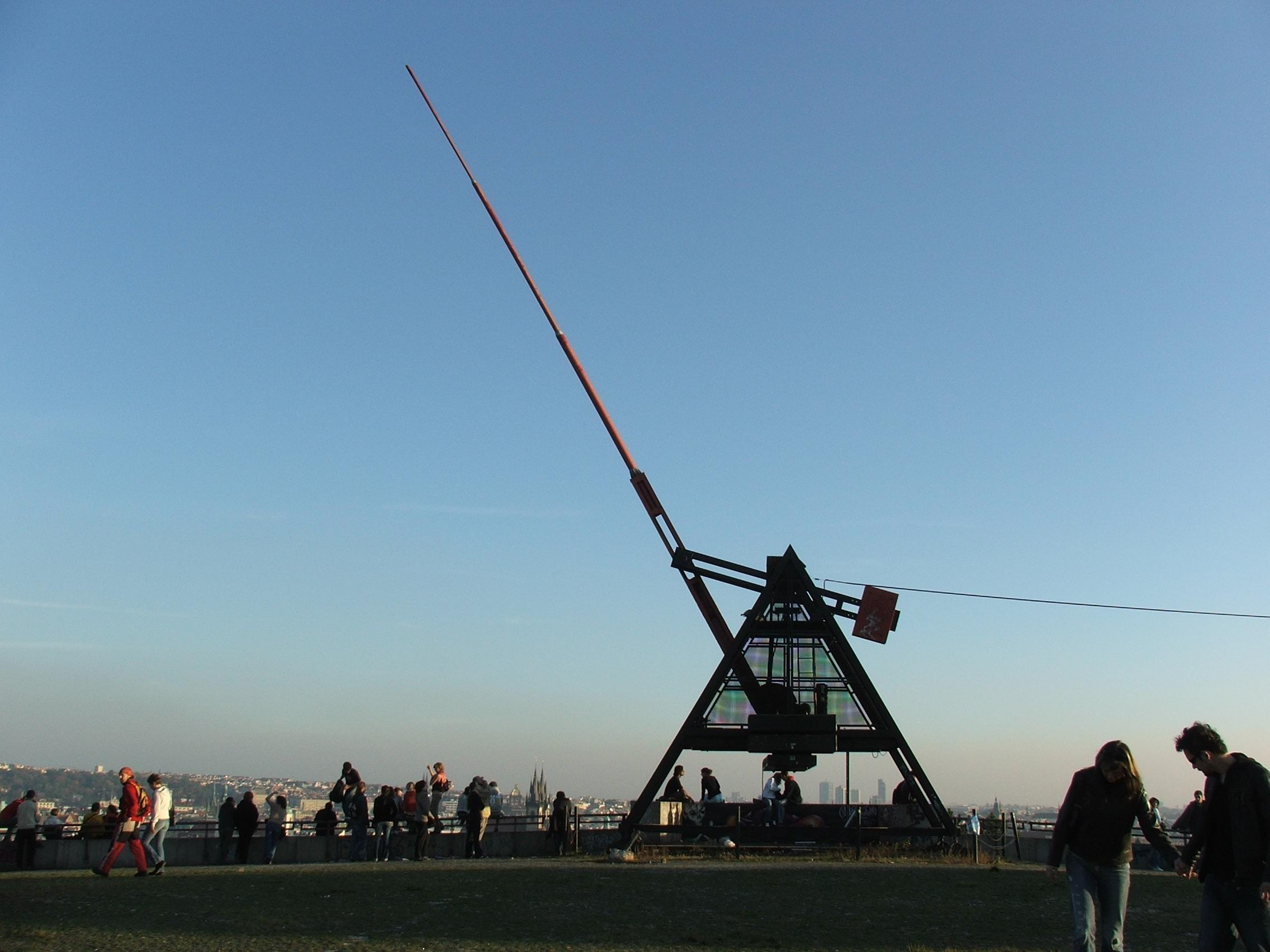
Métronome.
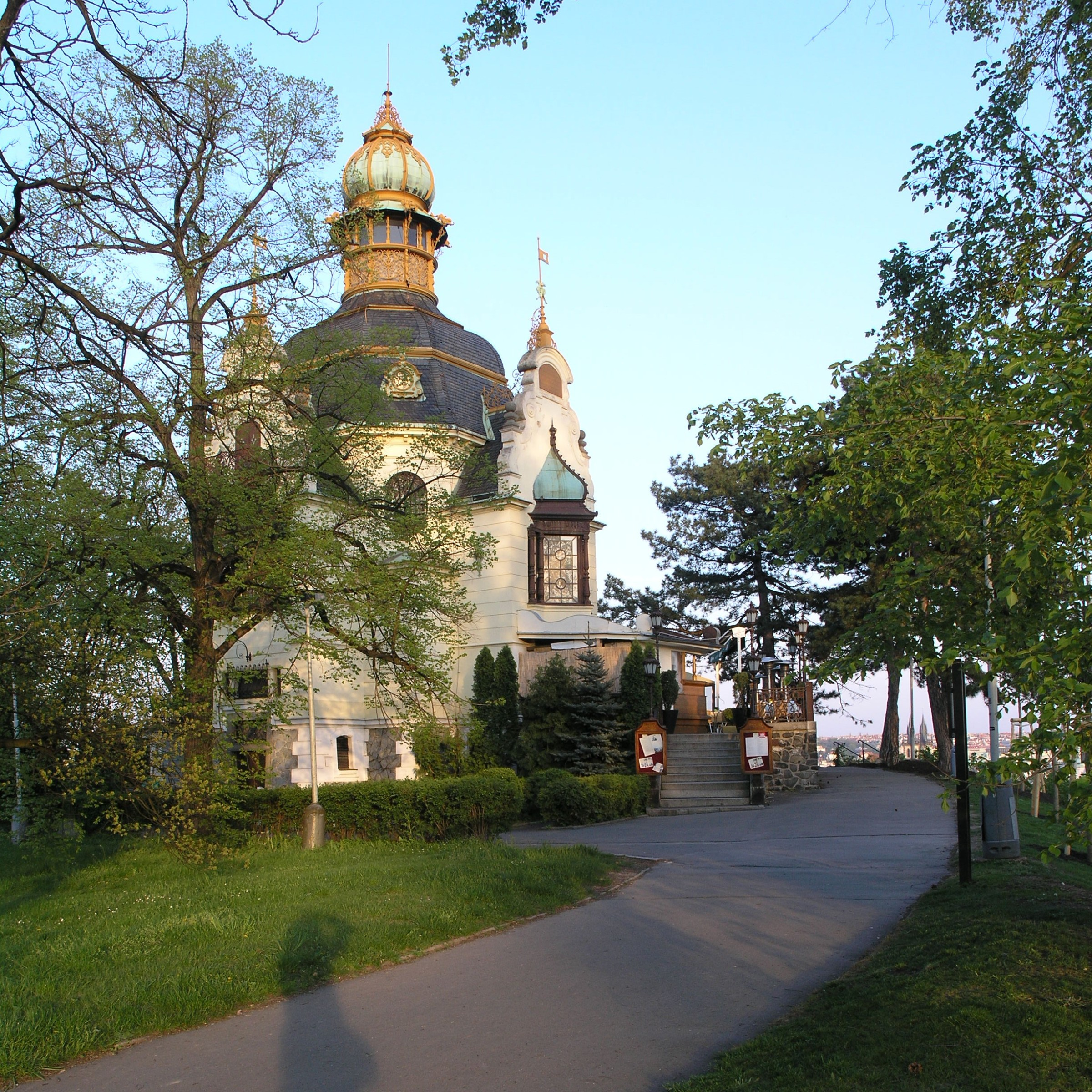
Hanavský Pavillon.
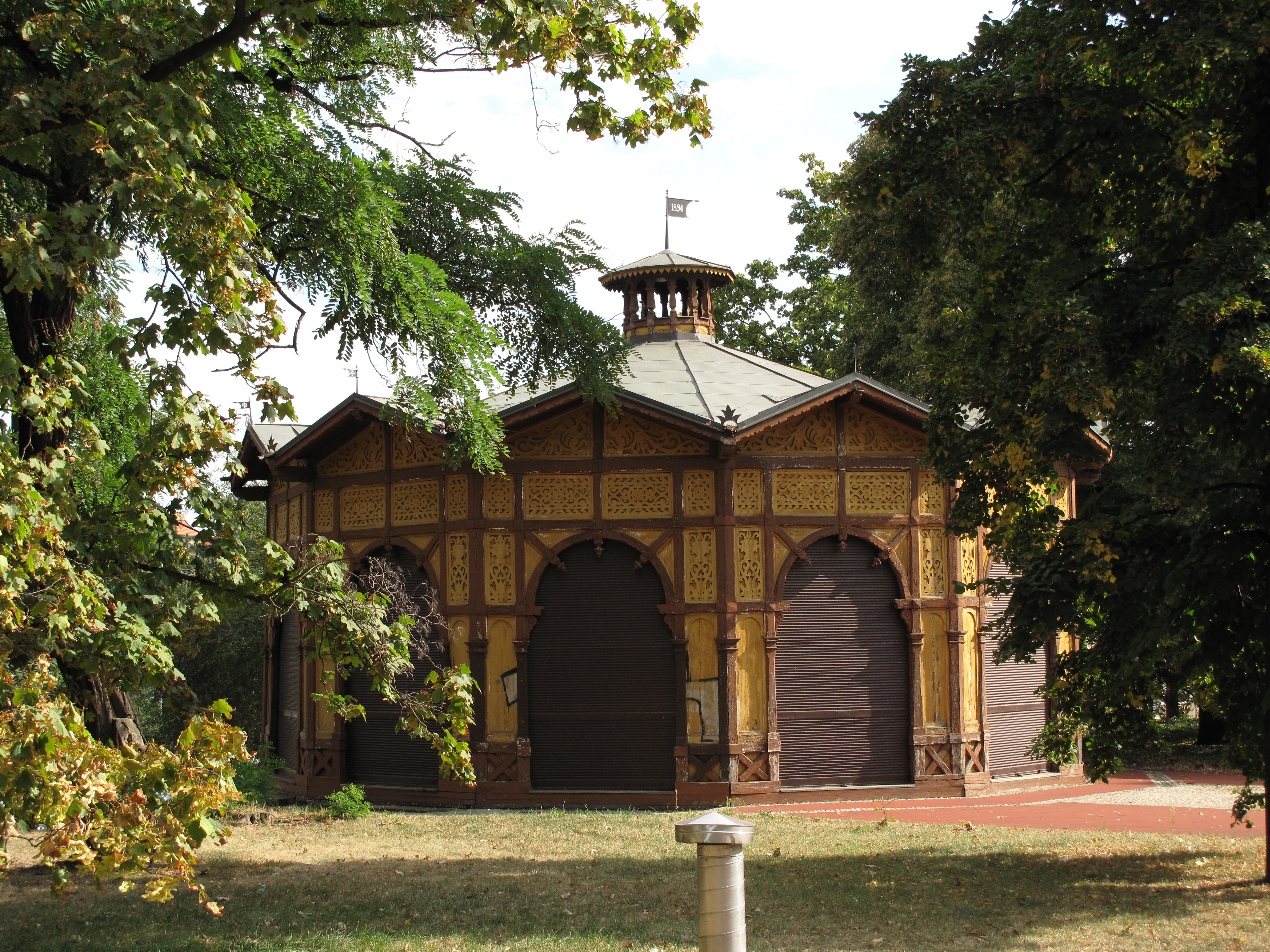
Carrousel Letenský.
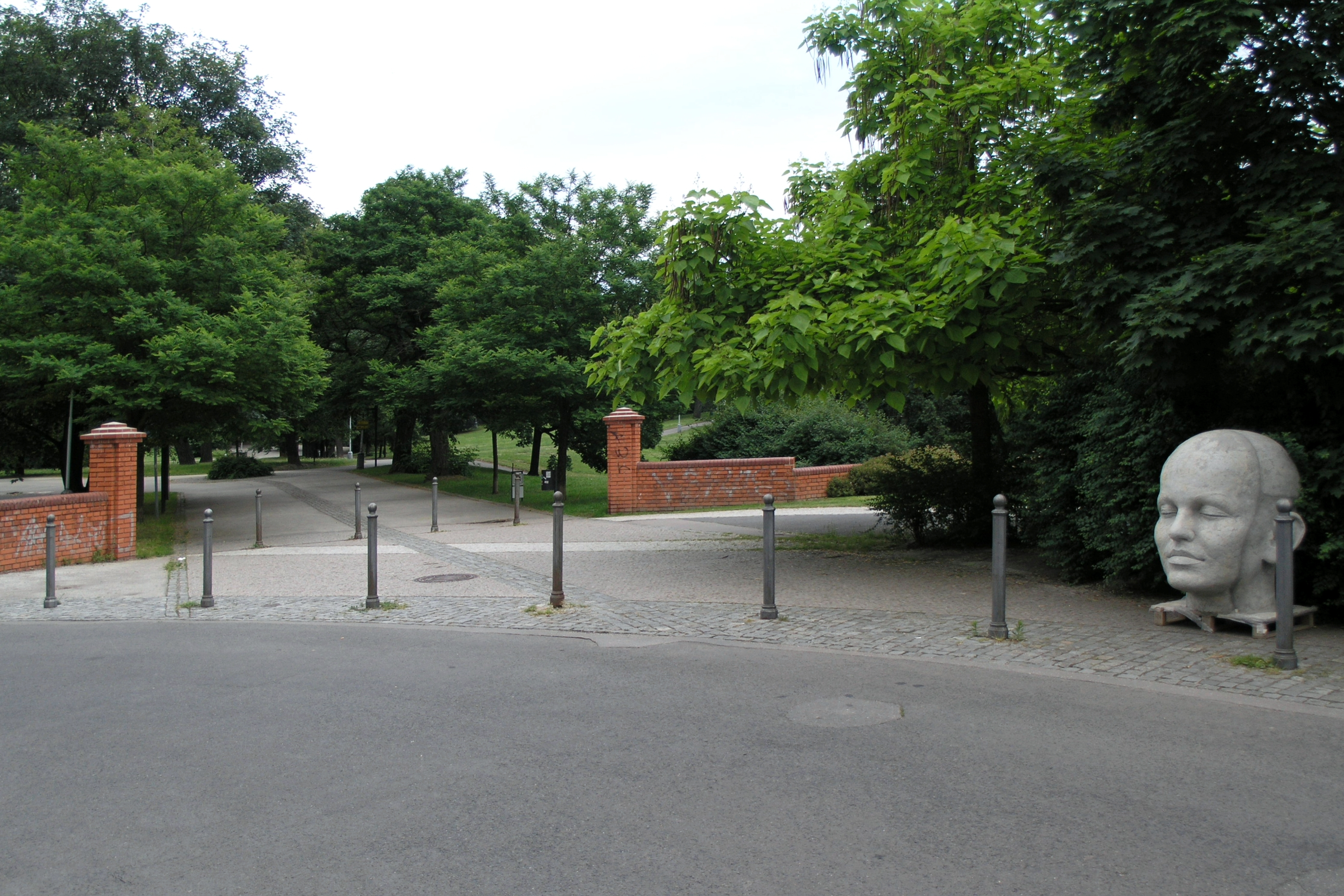
Rue Gogolova.
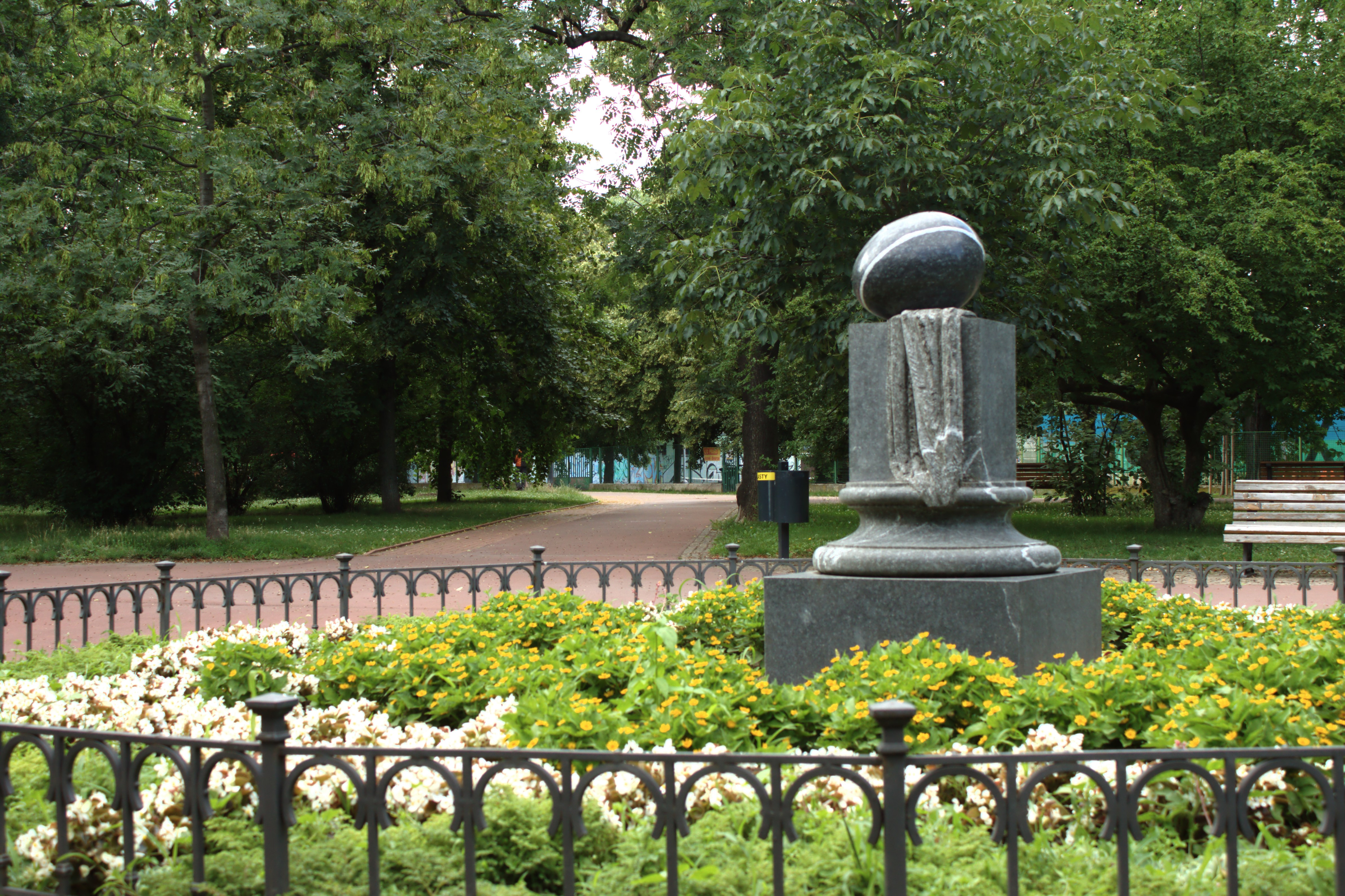
Statue de galets.